# Saint-Germain-de-Tournebut
Saint-Germain-de-Tournebut – miejscowość i gmina we Francji, w regionie Normandia, w departamencie Manche.
Według danych na rok 1990 gminę zamieszkiwało 346 osób, a gęstość zaludnienia wynosiła 25 osób/km² (wśród 1815 gmin Dolnej Normandii Saint-Germain-de-Tournebut plasuje się na 553. miejscu pod względem liczby ludności, natomiast pod względem powierzchni na miejscu 285.).